# Agglutination (biologi)
 For alternative betydninger, se Agglutination. (Se også artikler, som begynder med Agglutination)
Agglutination er indenfor biologien et udtryk der bruges i forbindelse med "påklæbning" af antigen og antistof i røde blodlegemer. Dette kan eksempelvis forekomme, hvis to ikke-kompatible blodtyper blandes under en blodtransfusion.
Hvis f.eks. moderen har rhesus negativ, og har fået et barn med faderen, som har rhesus positiv, og barnet så også får rhesus positiv – fordi det er dominerende – vil det skabe problemer for moderen hvis hun skal have endnu et barn. For så vil der dannes antistoffer imod rhesusfaktoren og bekæmpe dem. Det kan have dødelige konsekvenser, hvis man ikke får en indsprøjtning, ved første barn. 
Forklaring:
Blodtyper inddeles efter typen af antigener, der blandt andet kan sidde på de røde blodlegemers overflade.
Antigenerne kan bestå af proteiner og kulhydrater, og er genetisk bestemte.
Når de røde blodlegemer flyttes fra en person til en anden, danner modtageren antistoffer mod fremmede antigener. Alle har enten blodtypen (og derfor også antigenerne) A, B, 0 eller AB. Man danner antistoffer mod de antigener, som man ikke selv har i blodet. Altså ville en blodtype B have antistoffet anti-A osv.
Er man blodtype 0 betyder det, at man ikke har antigener, og har både antistofferne anti-A og anti-B. Det betyder, at man kan give blod til alle, men ikke selv modtage andet end 0 blod. Blodtype AB har begge antigener og derfor ingen antistoffer, og kan modtage blod fra alle, men kan kun give til andre med AB. Har man blodtype 0 er man ofte kaldt en universel donor, da alle blodtyper kan modtage ens blod, og har man blodtype AB er man ofte kaldt en universalmodtager, da man kan modtage blod fra alle blodtyper (inden for AB0-systemet).
I en nødsituation hvor der ikke er tid til at bestemme en patients blodtype, giver man patienten 0- blod, da det kan gives til alle blodtyper.